# پاتریک شن
پاتریک شن (انگلیسی: Patrick Shen؛ زادهٔ ۱۹۷۵) کارگردان فیلم اهل ایالات متحده آمریکا است.